# Gymnocalycium horstii
Gymnocalycium horstii ist eine Pflanzenart in der Gattung Gymnocalycium aus der Familie der Kakteengewächse (Cactaceae). Das Artepitheton horstii ehrt den brasilianischen Kakteensammler Leopoldo Horst.

## Beschreibung
Gymnocalycium horstii wächst zunächst einzeln und bildet später Gruppen mit leuchtend grünen, kugelförmigen Trieben, die Wuchshöhen von bis zu 20 Zentimeter und ebensolche Durchmesser erreichen. Die fünf bis sechs Rippen sind gerundet und quer gefurcht. Die meist fünf geraden bis leicht gebogenen, gelblich weißen Dornen sind bis zu 3 Zentimeter lang. Einer von ihnen ist abwärts gerichtet, die anderen seitwärts.
Die cremeweißen bis hell purpurrosafarbenen Blüten erreichen eine Länge von bis zu 11 Zentimeter und ebensolche Durchmesser. Die blaugrünen Früchte sind eiförmig.

## Verbreitung, Systematik und Gefährdung
Gymnocalycium horstii ist im brasilianischen Bundesstaat Rio Grande do Sul in Höhenlagen über 300 Metern verbreitet.
Die Erstbeschreibung erfolgte 1970 durch Albert Frederik Hendrik Buining.
Es werden folgende Unterarten unterschieden:
- Gymnocalycium horstii subsp. horstii
- Gymnocalycium horstii subsp. buenekeri (Swales) P.J.Braun & Hofacker

In der Roten Liste gefährdeter Arten der IUCN wird die Art als „Endangered (EN)“, d. h. als stark gefährdet geführt.

## Nachweise